# Breaking Benjamin
Breaking Benjamin er et amerikansk alternativt rock-band fra Wilkes-Barre, Pennsylvania, USA. Deres musik er for det meste klassificeret som alternativ rock. Breaking Benjamin hed tidligere Plan 9, men blev fejlagtigt også kaldt Planet 9. Deres første album Saturate udkom i 2002.
Senere udkom So Cold, som indeholder nogle akustiske sange. I 2004 udkom We Are Not Alone. De fleste af sangene derpå er alternativ rock. I 2006 udkom Albummet Phobia, som indeholder en del alternative rock sange, deriblandt "The Diary of Jane", som blev et kæmpehit.
I 2009 udkom albummet Dear Agony. Albummet indeholder en del sange, som mere er heavy metal.  
Den 23. juni 2015 udkom albummet Dark Before Dawn.  

## Diskografi
- Saturate (2002)
- We Are Not Alone (2004)
- Phobia (2006)
- Dear Agony (2009)
- Dark Before Dawn (2015)
- Ember (2018)